# Ptecticus complens
Ptecticus complens är en tvåvingeart som först beskrevs av Walker 1858.  Ptecticus complens ingår i släktet Ptecticus och familjen vapenflugor. Inga underarter finns listade i Catalogue of Life.